# Fernando Alonso (bailarín)
Fernando Alonso Díaz (La Habana, 27 de diciembre de 1914 - ibídem, 27 de julio de 2013) fue un bailarín cubano y maestro de ballet, fundador del Ballet Nacional de Cuba. Primer esposo de Alicia Alonso y hermano del coreógrafo Alberto Alonso.

## Comienzos
Hacia 1935, interesado en la clases de ballet que impartía en la Sociedad Pro Arte Musical el ucraniano emigrado Nikolái Yavorski, se incorporó a ellas siguiendo a su hermano menor Alberto. Allí se encontraron con Alicia Martínez del Hoyo, quien luego sería conocida como Alicia Alonso.

## Estancia en Estados Unidos
En 1937 se marcharon a Estados Unidos, en busca de oportunidades artísticas que en Cuba no existían. En territorio estadounidense el joven bailarín bailó con la compañía de Mikhail Mordkin, a la vez que integró los coros de las comedias musicales de Broadway. En 1940 pasó exitosamente, junto a Alicia, las audiciones para integrar una nueva compañía, el American Ballet Theatre de Nueva York. Allí completó su formación, participó en montajes dirigidos por destacados coreógrafos de la época, y estudió el repertorio tradicional y contemporáneo, preparándose con el objetivo de poder dotar a Cuba de una compañía profesional de ballet.
La oportunidad se presentó en 1948, cuando el American Ballet Theatre tuvo que cancelar su temporada por razones económicas y los Alonso lograron formar una agrupación de 40 integrantes, 16 de ellos cubanos, para presentarse en La Habana con el nombre de Ballet Alicia Alonso, que desde 1955 se llamó Ballet Nacional de Cuba.

## Retorno a Cuba
A partir de 1950, Alonso limitó su carrera escénica y se centró en la dirección de la compañía y de la recién creada Academia de Ballet Alicia Alonso. Desde entonces trazó la política de repertorio de institución, se hizo cargo de supervisar clases y ensayos, colaboró en las versiones coreográficas de grandes clásicos como Giselle, Coppélia o La fille mal gardée, y sobre todo, influyó en la formación de varias generaciones de bailarines.
En 1975 su vida sufrió profundos cambios, al divorciarse de Alicia Alonso para contraer segundas nupcias con la bailarina cubana Aida Villoch. Como resultado, tuvo que dejar el Ballet Nacional, del cual era director en ese momento. Poco después, con su nueva esposa, aceptó encabezar el Ballet de Camagüey, compañía necesitada por entonces de reorganización. Trabajó para dotar a aquellos bailarines noveles de buena técnica y profesionalismo escénico, condujo la política de repertorio en este sentido y, aunque privilegió las obras tradicionales, hasta el punto de parecer conservador, facilitó también el desarrollo de nuevos coreógrafos y consiguió que la agrupación tuviera un perfil propio y lograra éxitos en lugares como Colombia, México, Grecia y Chipre.
A mediados de los años noventa, durante el llamado Período especial en Cuba, el maestro decidió establecerse temporalmente en México, país donde era continuamente solicitado su magisterio. Trabajó con el Ballet de Bellas Artes antes de ser profesor de la Universidad de Nuevo León en Monterrey.
Asesoró diversos proyectos educativos y supervisó montajes del Ballet de Camagüey. Recibió el Premio Nacional de Danza de Cuba en 2000.